# Bol Open 2018
El Bol Open 2018 fue un torneo de tenis profesional jugado en pistas de tierra batida al aire libre en Bol, Croacia.

## Cabeza de serie

### Individual femenino
| Tenista                   | Ranking | Preclasificada |
| Kateryna Kozlova          | 67      | 1              |
| Magda Linette             | 68      | 2              |
| Ajla Tomljanović          | 69      | 3              |
| Sara Errani               | 75      | 4              |
| Anna Karolína Schmiedlová | 91      | 5              |
| Wang Yafan                | 82      | 6              |
| Viktorija Golubic         | 110     | 7              |
| Mariana Duque Mariño      | 112     | 8              |

- Ranking del 28 de mayo de 2018

### Dobles femenino
| Tenista                              | Ranking | Preclasificada |
| Xenia Knoll Renata Voráčová          | 102     | 1              |
| Kaitlyn Christian Sabrina Santamaria | 165     | 2              |
| Darija Jurak Cornelia Lister         | 170     | 3              |
| Mariana Duque Mariño Wang Yafan      | 208     | 4              |

## Campeonas

### Individual femenino
Tamara Zidanšek venció a  Magda Linette por 6-1, 6-3

### Dobles femenino
Mariana Duque /  Wang Yafan vencieron a  Silvia Soler Espinosa /  Barbora Štefková por 6-3, 7-5